# Santa Severina
Santa Severina es una localidad italiana de la provincia de Crotona, región de Calabria, con 2.254 habitantes.

## Evolución demográfica
| Gráfica de evolución demográfica de Santa Severina entre 1861 y 2001 |
|                                                                      |
| Fuente ISTAT - Elaboración gráfica por parte de Wikipedia            |